# 앙드레 셰니에
앙드레 세니에(André Chénier, 1762년 10월 30일 ~ 1794년 7월 25일)는 프랑스 혁명에 관련된 프랑스의 시인이다. 관능적이고 정감 풍부한 시는 낭만주의 문학 운동의 선구자의 한사람으로 자리 매김하고있다. 공포 정치가 끝나는 불과 3일전에, "국가 반역죄"을 선고 받고 단두대의 이슬로 사라졌다. 오페라 작품 《안드레아 세니에》 등에 거론되고 있다.

## 생애
콘스탄티노플에서 출생. 대혁명 때에 자코뱅과 대립하여 처형되었다. 그의 시는 그리스 서정시를 모방하여 청명하고 전아한 아름다움을 간직하고 있다. <목가집> <비가집>, 그리고 옥중에서 쓴 격렬하고 뛰어난 <풍자시> 등. 대부분은 생전에는 발표되지 않았으나 후에 낭만파나 고답파 시인들로부터 높은 평가를 받게 되었다.